# Sjamil Sabirov
Sjamil Altajevich Sabirov (Russisch: Шамиль Алтаевич Сабиров; Karpinsk, 4 april 1959) is een voormalig bokser uit Rusland. Namens de Sovjet-Unie won hij de gouden medaille bij de Olympische Spelen van 1980 in Moskou. In de finale van de gewichtsklasse tot 48 kilogram (licht vlieggewicht) won hij op punten (3-2) van de Cubaan Hipólito Ramos. 
Sabirov begon met boksen in 1973 en won in 1979 de Europese titel. Een jaar na zijn olympische titel verloor hij verrassend van de Bulgaar Ismail Mustafov in de halve finales van de Europese kampioenschappen. In 1982 bij de wereldkampioenschappen ging Sabirov in de eerste ronde ten onder tegen de Noord-Koreaan Go Yong-Hwan. Hij nam afscheid van de sport in 1985 na 160 overwinningen in 180 gevechten. Daarna was hij actief als boksscheidsrechter en -coach. Met zijn vrouw richtte hij een succesvol bedrijf op in kinderspeelgoed. In 2006 stapte hij de politiek in, als lid van de Russische partij Rodina.

## Erelijst

### Olympische Spelen
- 1980 in Moskou, Sovjet-Unie (– 46 kg)

### Europese kampioenschappen
- 1979 in Keulen, West-Duitsland (– 46 kg)
- 1981 in Tampere, Finland (– 46 kg)

1968: Francisco Rodríguez ·
1972: György Gedó ·
1976: Jorge Hernández ·
1980: Sjamil Sabirov ·
1984: Paul Gonzales ·
1988: Ivailo Christov ·
1992: Rogelio Marcelo ·
1996: Daniel Petrov ·
2000: Brahim Asloum ·
2004: Yan Bartelemí ·
2008: Zou Shiming ·
2012: Zou Shiming ·
2016: Hasanboy Doesmatov